# Не торопясь
«Не торопясь» — четвёртый и последний на данный момент студийный альбом группы «Воскресение», выпущенный в 2003 году. Является, с одной стороны, полноценной записью новых песен после культового «Воскресение 2», с другой, ремейком некоторых композиций группы «СВ».

## Об альбоме
В 2002 году группа приступила к записи. Релиз состоялся 1 марта 2003 года на Студии «Союз» при поддержке «Русского радио-2». Премьера прошла 5 марта в УСЗ «Дружба» (Москва, Лужники) при поддержке «Авторадио» и 6 марта в БКЗ «Октябрьский» (Санкт-Петербург).
Фактически первый раз, после 20-летнего перерыва, «Воскресение» выпустило новый материал. Предыдущий диск Всё сначала является современной версией старых хитов, имевших ротацию в радиоэфире.
Также впервые был снят первый официальный клип за 23-летнюю историю. Им стал заглавный трек альбома. Режиссёр Максим Рожков признался, что работать было нелегко: «Есть две формы работы. В одном случае артист сам знает, что ему делать перед камерой, а наше дело — поймать и собрать в нужном порядке. Есть артисты, которые не знают, но их можно „вытащить“. А здесь всё совсем по-другому: они знают, чего хотят, но это в корне отличается от того, к чему мы привыкли, глядя на экран». В процессе съёмки пришлось отказаться от проездов на операторской тележке и ограничиться статичными кадрами. Андрей Сапунов пел весь текст песни наоборот — по правилам психоделической игры со временем и его направленностью, задуманной режиссёром.
После концертов в поддержку «Не торопясь», осенью 2003 года, из коллектива ушли Евгений Маргулис и Михаил Шевяков.

## О песнях
Среди альбомных треков не все были неизвестны слушателям. В 1981 году Романов сочинил на другую музыку «Не торопясь» для группы «Аракс», но там решили, что это вальс, и забраковали. В 1986—1987 гг. «СВ» записывала «Возвращение» и включила туда эту композицию. Позже Андрей Сапунов поднял её на тон и замедлил темп, играя Ре минор. Песня о неразделенной любви стала более мрачной.
Трио Сапунова исполняло «Ветер (Дыхание доброго неба)», «Не торопясь» и «Листопад» как в программе «Живая коллекция» на ВГТРК в 1997 году, так и в «Антропологии» Дмитрия Диброва в августе 1999 года.
«Посмотри, как я живу» Романов написал на гастролях в середине 1990-х, когда не было Маргулиса, и с группой ездил в качестве бас-гитариста Анатолий Крупнов, которому и посвящена эта песня. Здесь описан собирательный образ московского рок-музыканта, раздолбая и пьяницы, идёт сублимация, когда вместо смерти — наркотики, вместо любви — секс, вместо жизни — шоу-бизнес. Исполнялась 19 августа 1999 года на «Антропологии» в прямом эфире канала НТВ, концертах 50 на двоих и других мероприятиях.
«Не оставь меня» была записана в 1999 году, по просьбе кинорежиссёра из Минска, для фильма «Золотой автомобиль». Поэтому на альбоме трек присутствует в двух вариантах — один ранний поет Романов, другой поздний — Сапунов. В программе «50 на двоих» значилось название «Будь со мной».
«Спой со мной» Маргулис сочинил в 2001 году, после смерти Джорджа Харрисона. Посвящается всем музыкантам, ушедшим из жизни.
«Спешит моя радость» Романов написал для группы «Воскресенье» (группа Ованеса Мелик-Пашаева) в 1983 году, но впервые запись произошла на сюите «Московское время» 1984 года в «СВ» («Салют»), куда Алексей вернулся после тюремного заключения и суда. Однако аранжировка в то время не устроила автора. Хотя Романов пел её в программе Мелик-Пашаева «В едином ритме» 1986, а «СВ» исполняли композицию на концертах в 1989—1990 гг.
«Мне говорили (Жизнь — это пятна)» — стихи Александра Бутузова появились в 1987 году. Песню записывал Роман Амиридис — гитарист группы «СВ», потом Павел Смеян. Пели на концертах также Кобзон и Макаревич.

## Список композиций
Песни написаны Алексеем Романовым, кроме (7) — Евгением Маргулисом, (8, 10, 12) — музыка Андрея Сапунова, слова Александра Бутузова.
| №                   | Название                                   | Длительность |
| ------------------- | ------------------------------------------ | ------------ |
| 1.                  | «Сотворю тебе мир»                         | 4:09         |
| 2.                  | «Не оставь меня»                           | 4:20         |
| 3.                  | «В ваших маленьких домишках (Марсианская)» | 6:38         |
| 4.                  | «Не торопясь»                              | 4:38         |
| 5.                  | «Посмотри, как я живу»                     | 4:29         |
| 6.                  | «Обними меня покрепче (Волчья)»            | 4:29         |
| 7.                  | «Спой со мной»                             | 4:08         |
| 8.                  | «Листопад»                                 | 3:58         |
| 9.                  | «Атлантида»                                | 3:27         |
| 10.                 | «Ветер (Дыхание доброго неба)»             | 3:37         |
| 11.                 | «Спешит моя радость»                       | 4:23         |
| 12.                 | «Мне говорили (Жизнь — это пятна)»         | 3:22         |
| 13.                 | «Не оставь меня (Вар. 2-й)»                | 3:54         |
| Общая длительность: | Общая длительность:                        | 55:29        |

## Участники записи
«Воскресение»
- Алексей Романов — гитара, бас-гитара, вокал
- Андрей Сапунов — гитара, бас-гитара, вокал, ударные, перкуссия
- Евгений Маргулис — бас-гитара, гитара, вокал
- Михаил Шевяков — ударные, перкуссия

Сессионные музыканты
- Михаил Клягин — гитара (7), добро (5), мандолина (11)
- Михаил Владимиров — губная гармоника (6)
- Андрей Миансаров — клавишные (4, 7, 10, 12)
- Сергей Хутас — контрабас (8, 9)
- Лариса Романова (Хитана) — кастаньеты (10)
- Владимир Пресняков (младший) — хор (12)

## Выходные данные
- Альбом записан в 2002—2003 годах
- На студии SNS (1—4, 6—10, 12), звукорежиссёр — Игорь Клименков
- На студии МГСУ (5, 11), звукорежиссёры — Сергей Большаков, Павел Кухнов
- Мастеринг — Андрей Субботин «Saturday Mastering Studio» 2003
- Фото — Игорь Верещагин
- Дизайнер — Дмитрий Исаев
- Менеджер проекта — Ольга Орлова
- Директор группы — Владимир Сапунов